# ناکامه، فوکوئوکا
ناکامه در استان فوکوئوکا در کشور ژاپن واقع شده‌است  که دارای جمعیت ۴۵٬۵۴۹ نفر و مساحت ۱۵٫۹۸ کیلومتر مربع با تراکم جمعیت ۲٬۸۵۰  نفر در کیلومترمربع است و در تاریخ ۱ نوامبر ۱۹۵۸ به عنوان شهر شناخته شد.